# هنري سجيع الأسمر
هنري سجيع الأسمر (1928 - 1992)، هو صحفي لبناني ولد عام 1928 وهو نجل سجيع الأسمر الذي عُرف بتأسيسه عدة صحف أخرها جريدة الجمهوية سنة 1932، وبدأ عمله الصحافي محررا في «البريق»  عام 1950 ثم في «الصحافة» عام 1992.

## وفاته
توفي سنة 1992 في بيروت أثر نوبة قلبية عن عمر ناهز 64 عاما.